# Воздвиженська сільська рада (Кулундинський район)
Воздви́женська сільська рада (рос. Воздвиженский сельский совет) — сільське поселення у складі Кулундинського району Алтайського краю Росії.
Адміністративний центр — село Воздвиженка.

## Населення
Населення — 334 особи (2019; 505 в 2010, 669 у 2002).

## Склад
До складу сільської ради входять:
| Населений пункт     | Населення, осіб (2002) | Населення, осіб (2010) |
| ------------------- | ---------------------- | ---------------------- |
| Воздвиженка, село   | 352                    | 264                    |
| Городецький, селище | 317                    | 241                    |